# Murray Tyrrell
Sir Murray Louis Tyrrell (Melbourne, 1º dicembre 1913 – Queanbeyan, 13 luglio 1994) è stato un politico australiano.

## Biografia
Murray Tyrrell studiò presso l'Orbost e il Melbourne High Schools.
Sposò, il 6 maggio 1939, Ellen (Nell) Greig. Ebbero tre figli: Leonie Ellen, Margot Evelyn e Michael St Clair.

## Carriera
Ha servito per oltre 45 anni nel servizio pubblico australiano. Per la maggior parte di questo tempo era assistente segretario o segretario personale per una serie di ministri, compreso il primo ministro Ben Chifley.
Nel 1947 successe a William McKell come Segretario del Governatore-Generale dell'Australia. Servì anche i successori di William McKell, William Slim, Wlliam Morrison, Wlliam Sidney, Richard Casey e Paul Hasluck.
Tyrrell ha avuto un piccolo ruolo ma fondamentale nell'istituzione della Australian Conservation Foundation. Prestò servizio nel personale della regina. 
Nel 1977 ricevette il premio Australian of the Year congiuntamente con Raigh Roe.